# Sebastian Hoeneß
Sebastian Hoeneß (München, 12 mei 1982) is een Duits voetbaltrainer en voormalig voetballer. Hij is de huidige hoofdtrainer van Bundesligaclub VfB Stuttgart.

## Spelerscarrière
Hoeneß heeft zelf nooit op het hoogste niveau gevoetbald. Hij kwam tot 3 wedstrijden in het eerste van Hoffenheim, dat destijds op het derde niveau speelde. Daarnaast speelde hij vooral zijn wedstrijden voor het tweede elftal van Hertha BSC. 

## Trainerscarrière
Hoeneß was trainer van verschillende jeugdelftallen van achtereenvolgens Hertha Zehlendorf, RB Leipzig en Bayern München. Bij die laatste club werd hij in 2020 met Bayern München II kampioen van de 3. Liga.  
Op 27 juli 2020 werd bekend dat hij was aangesteld als hoofdtrainer van Hoffenheim. Hij volgde Alfred Schreuder op.
Op 3 april 2023 tekende Sebastian Hoeneß bij VfB Stuttgart.

## Persoonlijk
Sebastian Hoeneß is de zoon van oud-international Dieter Hoeneß, en een neef van Uli Hoeneß, ook voormalig internationaal.
1 Bredlow ·
2 Al-Dakhil ·
3 Hendriks ·
4 Vagnoman ·
5 Keitel ·
6 Stiller ·
7 Mittelstädt ·
8 Millot ·
9 Demirović ·
10 El Bilal ·
11 Woltemade ·
13 Krätzig ·
14 Jaquez ·
15 Stenzel ·
16 Karazor  ·
17 Diehl ·
18 Leweling ·
19 Faghir ·
20 Stergiou ·
21 Drljača ·
22 Kastanaras ·
23 Zagadou ·
24 Chabot ·
26 Undav ·
27 Führich ·
28 Nartey ·
29 Jeltsch ·
32 Rieder ·
33 Nübel ·
40 Raimund ·
41 Seimen ·
45 Chase ·
Coach: Hoeneß